# Deblocking filter
Un deblocking filter que l'on peut traduire par un filtre anti-blocs est appliqué dans la compression vidéo et plus spécialement sur l'image décodée. Elle permet d'améliorer la qualité visuelle de l'image et les performances de prédiction en atténuant les effets de bloc qui peuvent se former entre deux macroblocs voisins quand on utilise des techniques de codage en bloc telles que la transformée en cosinus discrète. Le filtre améliore donc l'apparence des images décodées en les rendant plus lisses.

## Ledeblocking filterde la norme vidéo H.264
Bien qu'il soit également utilisé dans les versions précédentes des standards MPEG-1/2/4, le deblocking filter de MPEG-4 AVC alias H.264 diffère de ses prédécesseurs puisqu'il ne correspond plus à une fonctionnalité optionnelle du décodeur. En effet, la principale différence est qu'il est à la fois utilisé dans la chaîne d'encodage et la chaîne de décodage, dans le but que les effets du filtre soient également pris en compte dans la phase de prédiction des macroblocs sur les images de référence. Quand un flux est encodé, la force du filtre peut être sélectionné, ou le filtre peut être également désactivé entièrement. Cette force dépend des modes de codage des blocs adjacents, par la valeur du pas de quantification et par la pente des gradients de luminance entre les blocs.
Le filtre opère sur les bords de chaque bloc transformé 4x4 et 8x8 en modifiant les valeurs des composantes luma et chroma de chaque image. Le contour de chaque petit bloc a une force de bordure basée sur plusieurs informations: la position du macrobloc dans l'image, le mode de codage (inter ou intra) des blocs voisins, les blocs de référence choisis lors de la prédiction temporelle et les valeurs des composantes luma et chroma. Les niveaux de filtrage sont plus forts si la distorsion entre les blocs est plus importante.

## Ledeblocking filterde la norme vidéo H.263 (Annexe J)
Bien que le concept du deblocking filter est plus connu grâce à la norme H.264, il est également utilisé dans les standards précédents sous une forme différente telle que présente la norme H.263v2 Annexe J.

## Application en tant que post-traitement
Avant son application dans les standards précédemment cités, l'utilisation du deblocking filter est également connu comme une technique de post-traitement. Les technologies de codage vidéo font souvent appel à ce genre de filtre: lorsque le débit du flux est faible, la présence d'artéfacts en blocs est plus significatifs et par conséquent, un tel filtre améliore le rendu visuel en lissant les contours.